# 达伦·达耶
达伦·基夫·达耶（英語：Darren Keefe Daye，1960年11月30日—），美国NBA联盟前职业篮球运动员。他在1983年的NBA选秀中第3轮第10顺位被华盛顿子弹选中。